# Esguro Espata
Esguro Espata (en albanés: Skurra Bua Shpata; fl. 1399-1403) fue un noble albanés, señor de Arta brevemente en 1400, y señor de Angelokastro desde 1401 hasta su muerte en 1403.

## Biografía
Poco antes de que Juan Espata muriera el 29 de octubre (1399, según Nicol; 1400 según otros), nombró a su hermano, Esguro, gobernante de Lepanto, como su sucesor en el Despotado de Arta. Pocos días después de que Esguro se hiciera cargo de Arta, la ciudad fue capturada por el aventurero Vonko. Mientras Esguro huía a Angelokastro, poco tiempo después, posiblemente ya en diciembre de 1399 (o para fines de 1401), Mauricio Espata, su sobrino nieto, logró desalojar a Vonko de Arta y se hizo cargo del gobierno de la ciudad, mientras que Esguro se hizo cargo del gobierno de Angelokastro.
En 1402/1403, Mauricio acudió en ayuda de Esguro cuando este último fue asediado en Angelokastro por las fuerzas de Carlo I Tocco. El ataque, bajo el mando del general de Carlo, Galasso Peccatore, fue rechazado, pero Esguro murió poco después, por las heridas sufridas en la guerra, dejando sus posesiones a su hijo Pablo Espata.

## Consecuencias
Esguro fue sucedido por su hijo Pablo, quien se convirtió en vasallo de los turcos otomanos y fue ayudado por un contingente que fue derrotado por Tocco en 1406, después de que este último retomó su ofensiva, Angelokastro fue cedido a los turcos y Pablo se retiró a Lepanto, sin embargo lo vendió en 1407 a la República de Venecia. Debido a la retirada de Pablo, Mauricio Espata y Tocco dividieron Etolia y Acarnania entre ellos. En 1408, Tocco conquistó Angelokastro.